# Dendrochilum havilandii
Dendrochilum havilandii là một loài thực vật có hoa trong họ Lan. Loài này được Pfitzer mô tả khoa học đầu tiên năm 1907.